# Multiplicateur de tension

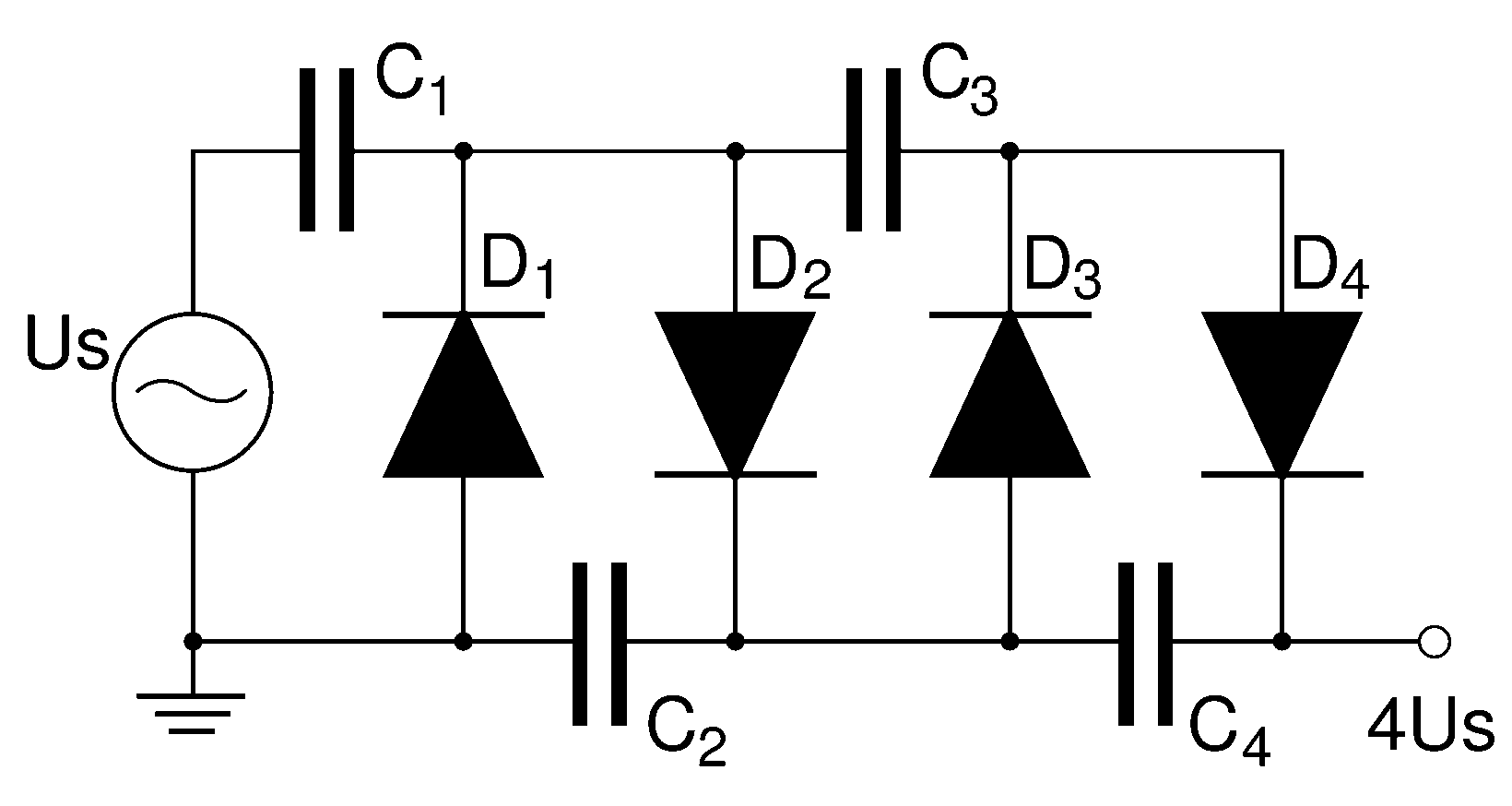
Multiplicateur de tension en cascade de Villard.

Un multiplicateur de tension est un circuit électrique redresseur, ayant pour entrée une tension alternative (AC) et pour sortie une tension continue (DC) plus élevée que celle d'entrée. Il utilise typiquement des condensateurs et des diodes.
Leur champ d'application va de la multiplication de tension de quelques volts en électronique à l'obtention de tension de sortie en million de volts utilisée en physique expérimentale et pour reproduire l'effet de la chute de la foudre sur les appareils électriques. Le modèle le plus courant de multiplicateur de tension est le circuit en cascade de Villard.

## Doubleur de tension redresseur
Un doubleur de tension est un montage redresseur à deux étapes permettant comme son nom l'indique d'obtenir une tension continue égale au double de la tension alternative d'entrée. 

### Circuit de Villard

Figure 1. Circuit de Villard

Le circuit de Villard est constitué uniquement d'un condensateur et d'une diode. Il a pour avantages sa grande simplicité et son faible taux d'harmoniques. Il fonctionne comme un circuit clamp. Le condensateur est chargé lors de l'alternance (demi-période) négative à l'amplitude maximale de la tension alternative (Vpk). La tension de sortie est égale à la tension alternative d'entrée à laquelle s'ajoute la tension constante du condensateur. Le circuit fait passer la composante continue du signal de zéro à Vpk, son minimum devient zéro volt, en négligeant la tension de seuil de la diode, la tension de sortie maximale devient donc 2*Vpk. La tension de sortie, certes continue, oscille fortement au rythme de la tension alternative d'entrée. Pour éviter ces oscillations, il faut rendre le circuit beaucoup plus complexe. C'est le circuit employé généralement, avec celui à diode inversée, pour alimenter en tension négative le magnétron d'un four micro-ondes.

### Circuit de Greinacher

Figure 2. Circuit de Greinacher

Figure 3. Quadrupleur de tension : deux montages de Greinacher montés en sens opposés

Le montage de Greinacher est nettement meilleur que celui de Villard pour un surcoût très limité. Les harmoniques sont normalement très faible, zéro pour le circuit ouvert, dépendantes de la résistance de la charge et de la valeur des condensateurs sinon. Grossièrement, il s'agit d'un circuit de Villard associé à un détecteur de crête. Ce dernier élément permet de limiter les oscillations dans la tension de sortie.
Ce circuit a été inventé en 1913 par Heinrich Greinacher afin de lui permettre d'alimenter son ictomètre entre 200 et 300 V grâce au réseau 110 V de la ville de Zurich.

## Principe avec deux étages
Notons la valeur crête de la source de tension alternative +Us. Si on prend pour hypothèse que la valeur C du condensateur est suffisamment grande pour que, lorsque le condensateur est chargé, le passage du courant ne cause pas de variations significatives de la tension aux bornes du condensateur, alors le fonctionnement d'une cascade est le suivant:
1. Lorsque la tension alternative vaut -Us : Le condensateur C1 est chargée au travers de la diode D1 à la tension Us (La tension aux bornes du condensateur vaut Us)
2. Lorsque la tension alternative vaut +Us : Le potentiel de C1 s'ajoute à celui de la source de tension alternative. Le condensateur C2 est donc chargée à la tension 2Us au travers de la diode D2.
3. Lorsque la tension alternative vaut -Us : Le potentiel de C1 a chuté à zéro. Cela permet au condensateur C3 de se charger au travers de la diode D3 à la tension 2Us.
4. Lorsque la tension alternative vaut +Us : Le potentiel de C1 monte à 2Us (comme lors de la deuxième étape). Le condensateur C4 se charge à la tension 2Us. La tension de sortie, somme des tensions des condensateurs C2 et C4, est alors 4Us.

En fait, il faut plus de cycles pour que C4 atteigne sa tension permanente. Chaque étage supplémentaire, constitué de deux diodes et deux condensateurs, accroît la tension de sortie de l'amplitude de la tension alternative d'entrée. 

## Différentes configurations de circuits

Deux montages en cascade alimentés par un seul transformateur. Cette configuration limite les oscillations de la tension de sortie

Un second montage cascade peut être empilé sur le premier à condition que le second enroulement du transformateur soit isolé en conséquence. Le second enroulement est connecté avec un déphasage de 180° par rapport au premier pour avoir un redressage de la tension.

Un seul enroulement secondaire peut alimenter deux montages cascades de tension opposée en même temps. L'empilement des deux cascades produit une tension de sortie de deux fois la tension d'entrée ayant moins d'oscillations qu'un seul montage cascade ayant deux fois plus d'étages.

Pile

### Pompe de charge de Dickson

Pompe de charge de Dickson à quatre étages multipliant par cinq la tension

La pompe de charge de Dickson ou multiplicateur de Dickson est une modification de la cascade de Greinacher. Elle a cependant une tension d'entrée continue, ce n'est donc pas un montage redresseur. En outre, la pompe de charge de Dickson trouve ses applications en basse tension contrairement à la cascade de Greinacher. Le montage requiert, en plus de la tension continue en entrée, deux horloges en opposition de phase,.
On numérote les diodes de gauche à droite D1, D2... et les condensateurs C1, C2... Quand l'horloge {\displaystyle \phi _{1}\ }est à zéro, D1 charge C1 à la tension Vin. Quand {\displaystyle \phi _{1}} revient à l'état haut, la borne haute du condensateur C1 atteint le potentiel 2Vin. D1 arrête ensuite de conduire tandis que D2 se ferme, la borne haute de C2 atteint alors le potentiel 3Vin. La charge remonte ainsi dans toute la chaîne de condensateurs, d'où le nom de pompe de charge pour le montage. Le dernier condensateur et sa diode servent à lisser la tension.
De nombreux éléments viennent réduire la tension de sortie de la valeur idéale de nVin. Le premier est la tension de seuil, notée VT, des diodes. C'est la tension nécessaire à ce qu'elles se mettent à conduire. La tension de sortie est réduite de nVT à cause de ce phénomène. Les diodes Schottky sont souvent utilisées dans les pompes de charge de Dickson notamment à cause de leur faible chute de tension. Un deuxième élément venant réduire la tension de sortie est l'existence de capacités parasites avec la terre à chaque nœud du montage. Leur présence crée un pont diviseur de tension capacitif qui réduit la tension de sortie,. Une fréquence d'horloge élevée est globalement avantageuse : les oscillations en sont réduites et les rendent plus simple à filtrer. La taille des condensateurs peut également être réduite, moins de charge devant être stockée à chaque cycle. Cependant, les pertes dues aux capacités parasites augmentent avec la fréquence. Cela impose une valeur maximum de la fréquence d'environ quelques centaines de kilohertz,.

Pompe de charge de Dickson utilisant des MOSFET branchés en diode à quatre étapes. La multiplication de la tension a alors un facteur cinq.

Le multiplieur de Dickson est fréquemment utilisé pour les circuits intégrés, si la tension de la batterie est insuffisante. Son avantage est que tous ses composants sont de même type, cela simplifie la production à grande échelle. Les MOSFET sont les portes logiques standards dans les circuits intégrés, notamment ceux construits en CMOS. Les diodes du montage Dickson sont donc souvent réalisées grâce à des MOSFET connectés de façon adéquate. La figure 8 présente ce type de montage,. 

Pompe de charge de Dickson utilisant des MOSFET linéaires en parallèle avec des MOSFET branchés en diode. Montage à quatre étages avec un facteur de multiplication cinq.

La chute de tension entre le drain et la source du MOSFET pose problème quand ils sont branchés en diode si la tension utilisée est faible. L'utilisation d'un circuit plus complexe permet de contourner ce problème. Une solution consiste à connecter en parallèle au MOSFET qui commute, un autre MOSFET fonctionnant dans sa zone linéaire. Ce deuxième MOSFET a alors une tension entre son drain et sa source plus faible que celle du premier MOSFET seul, parce qu'il est dans sa zone linéaire. La chute de tension est donc plus faible. La grille du MOSFET en zone linéaire est branchée à la sortie de l'étage suivant, il arrête donc de conduire quand l'étage suivant se charge depuis le condensateur de l'étage précédent. Autrement dit, le MOSFET en zone linéaire est éteint en même temps que le second MOSFET,.
Une pompe de charge de Dickson à quatre étages idéale avec une tension d'entrée de 1,5 V a une tension de sortie de 7,5 V. En pratique, si les diodes sont réalisées à l'aide de MOSFET branchés en diode la tension de sortie est plus proche de 2 V. Avec les MOSFET en zone linéaire, la tension de sortie est d'environ 4 V. En rendant le circuit encore plus complexe, on peut atteindre une tension proche du cas idéal.
De nombreuses variations et améliorations de la pompe de charge de Dickson existent. Certaines visent à réduire la tension de seuil, comme le multiplicateur de  Mandal-Sarpeshkar ou le multiplicateur de Wu. D'autres visent à la supprimer complètement : le multiplicateur d'Umeda, par exemple, le réalise grâce à une source de tension extérieure, celui de Nakomoto grâce à une tension générée en interne. Le multiplicateur de Bergeret vise à maximaliser le rendement énergétique.

#### Modification pour les utilisations en  radiocommunication

Pompe de charge de Dickson modifiée à deux étages avec facteur de multiplication trois

Dans les circuits intégrés CMOS, un signal d'horloge est fourni de base ou facile à produire. Pour les circuits intégrés prévus pour la radiocommunication, ce n'est pas toujours le cas, par contre une source de puissance haute fréquence est disponible. La pompe de charge de Dickson peut être modifiée en mettant à la terre l'entrée principale et l'un des signaux d'horloge. La source de puissance haute fréquence est connectée à l'entrée du signal d'horloge restant, qui devient donc le signal d'entrée du circuit et joue le rôle d'horloge et de source de puissance. Toutefois, la moitié des couples diode-condensateur étant reliée à la terre en lieu et place d'une seconde horloge, elle ne sert qu'à lisser le signal et n’accroît pas le facteur de multiplication.

### Circuit à condensateurs commutés croisés

circuit à condensateurs commutés croisés en cascade. Ici à trois étages, soit avec un facteur de multiplication quatre

Un multiplicateur de tension peut être réalisé en mettant en cascade des circuits doubleur de tension de type à condensateurs commutés croisés. Ils sont employés à la place des circuits de charge de Dickson pour les très faibles tensions d'entrée, c'est-à-dire en dessous de 1,2 V. En effet, les pompe de charge de Dickson ont un rendement énergétique qui diminue avec la tension d'entrée, la chute de tension au travers des diodes devenant prépondérante face à la tension d'entrée. Les transistors utilisés dans le circuit à condensateurs commutés croisés n'étant pas branchés en diode, le problème de la chute de tension a moins d'influence
Le montage doubleur de tension fonctionne comme suit : Quand l'horloge {\displaystyle \phi _{1}\ } est à un niveau faible, le transistor Q2 est ouvert. Au même moment, l'horloge {\displaystyle \phi _{2}\ } est à un niveau élevé et ferme le transistor Q1. Le condensateur C1 est alors chargé par la tension d'entrée. Quand l'horloge  {\displaystyle \phi _{1}\ } remonte la borne en haut dans le schéma de C1 est portée à une tension égale à deux fois la tension d'entrée. À cet instant, l'interrupteur S1 est fermé, la tension de sortie devient alors égale à deux fois l'entrée. Q2 est alors fermé, le condensateur C2 se met à charger comme l'a fait précédemment C1. Les rôles sont alors inversés pendant cette seconde alternance. La sortie voit donc toujours une tension égale à deux fois la tension d'entrée,,.
Un des autres avantages du circuit par rapport à la pompe de charge de Dickson est que les oscillations de tension ont une fréquence double de celle du signal d'entrée. Cela rend le filtrage plus simple. Dans un montage idéal, chaque étage augmente la tension de sortie de la valeur de la tension crête du signal d'entrée.  La valeur de sortie vaut donc nVin. Les capacités parasites sont la principale cause de chute de tension par rapport au cas idéal dans ce circuit, la chute de tension dans les transistors est ici secondaire. Une partie de la charge vient en effet charger la capacité parasite à chaque cycle.

## Contrainte d'isolation électrique
L'un des avantages du multiplicateur de tension est que, tout en pouvant produire des tensions de plusieurs milliers de volts en sortie, chaque composant ne doit être dimensionné que pour supporter la tension d'un étage.
Les multiplicateurs de tension sont souvent construits avec une structure rappelant une échelle ou un échafaudage. Ainsi la distance d'isolement devient plus grande en montant dans les étages de tension. Cela évite les arcs électriques avec le sol.

## Applications

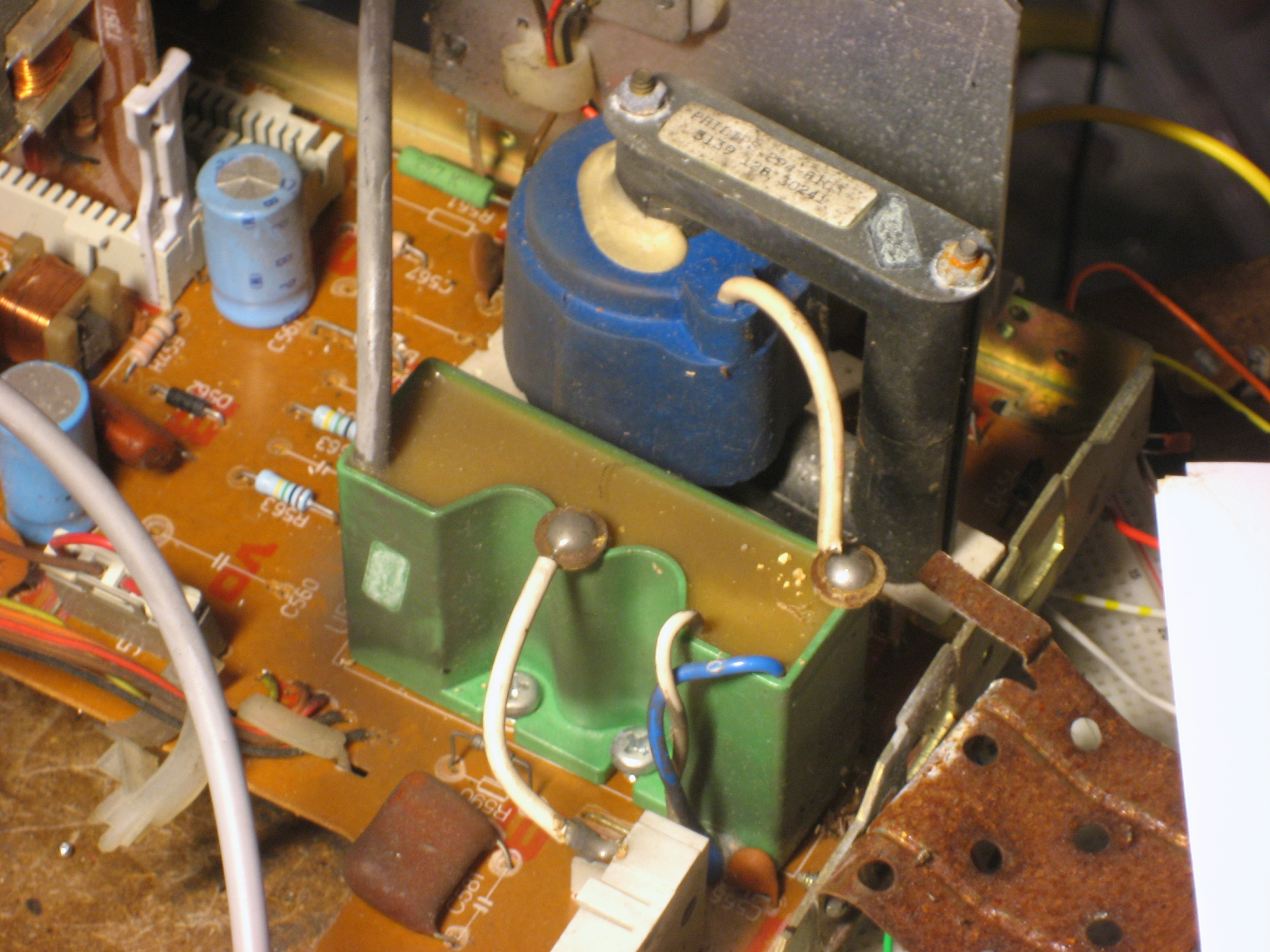
Multiplicateur de tension d'un téléviseur (en vert) et un transformateur flyback (bleu).

Une alimentation à découpage avec un commutateur permettant de choisir entre une tension de sortie 120 volts ou 240 volts est un exemple de montage doubleur de tension pouvant être court-circuité.
Un tripleur de tension est un montage redresseur à trois étapes permettant d'obtenir une tension continue égale au triple de la tension alternative d'entrée. À cause de leur impédance, et donc du fait que les condensateurs se déchargent partiellement, la tension de sortie est en fait un peu inférieure.
Un exemple d'application est l'alimentation du tube cathodique des téléviseurs couleur. Ils sont toujours utilisés dans les photocopieurs, les imprimantes laser et les pistolets à impulsion électrique.